# Букша (Јаломица)
Букша (рум. Bucșa) насеље је у Румунији у округу Јаломица у општини Ваља Чориј. Oпштина се налази на надморској висини од 23 m.

## Становништво
Према подацима из 2002. године у насељу је живело 223 становника, од којих су сви румунске националности.